# Соколова (Хмільницький район)
Соколо́ва — село в Україні, у Хмільницькій міській громаді Хмільницького району Вінницької області. Населення становить 790 осіб.

## Історія
12 червня 2020 року, відповідно до Розпорядження Кабінету Міністрів України № 707-р, «Про визначення адміністративних центрів та затвердження територій територіальних громад Вінницької області», увійшло до складу Хмільницької міської громади.
19 липня 2020 року, в результаті адміністративно-територіальної реформи і ліквідації колишнього Хмільницького району(1923-2020), село увійшло до складу новоутвореного Хмільницького району.

## Відомі люди
- Віктор Бронюк — український музикант, лідер гурту «ТіК».
- Ясевін Віктор Степанович — депутат Верховної Ради УРСР 9-го скликання.